# The Toast of New York
The Toast of New York is een Amerikaanse biopic uit 1937 onder regie van Rowland V. Lee. De film, destijds in Nederland uitgebracht onder de titel Geldhonger, vertelt het levensverhaal van leveranciers James Fisk en Edward S. Stokes, en is gebaseerd op de boeken The Robber Barons van Matthew Josephson en The Book of Daniel Drew van Bouck White.

## Plot
In de film proberen drie zwendelaars ten tijde van de Amerikaanse Burgeroorlog katoen van het zuiden naar het noorden te smokkelen. Na het behalen van successen is het drietal miljonair. Twee van hen, Fisk en Boyd, strijden beiden om de affectie van aspirant-actrice Josie Mansfield. Fisk verdient bakkenvol geld met het oplichten van mensen en groeit uit tot een belangrijk figuur op Wall Street. Boyd begint te walgen van de hebzucht van zijn partner en vertrekt. Josie behaalt successen op Broadway, maar het publiek keert haar de rug toe als haar connectie met Fisk aan het licht komt. Uit wanhoop accepteert ze een huwelijksaanzoek van Fisk; maar als hij aan het einde wordt gearresteerd door toedoen van de president, geeft Fisk haar zijn zegen om met Boyd te trouwen.

## Rolverdeling
| Acteur         | Personage              |
| -------------- | ---------------------- |
| Edward Arnold  | James "Jim" Fisk, Jr.  |
| Cary Grant     | Nick Boyd              |
| Frances Farmer | Josie Mansfield        |
| Jack Oakie     | Luke                   |
| Donald Meek    | Daniel Drew            |
| Thelma Leeds   | Mademoiselle Fleurique |
| Clarence Kolb  | Cornelius Vanderbilt   |
| Billy Gilbert  | Portretfotograaf       |
| Russell Hicks  | Fisks advocaat         |

## Achtergrond
Aanvankelijk zou Robert Donat de hoofdrol spelen, voordat Arnold werd gecast. De film was een flop; de studio leed een verlies van meer dan een half miljoen dollar.